# Tribhuvan Narain Singh
Tribhuvan Narain Singh (Alternativname: Tribhuan Narayan Singh, Hindi: त्रिभुवन नारायण सिंह; * 8. August 1904 in Varanasi, Britisch-Indien, heute in: Uttar Pradesh; † 3. August 1982) war ein indischer Journalist und Politiker des Indischen Nationalkongresses (INC), der zwischen 1952 und 1962 Mitglied der Lok Sabha, des Unterhauses, sowie von 1965 bis 1976 Mitglied der Rajya Sabha, des Oberhauses des Parlaments (Bhāratīya Sansad). Er war ferner Unionsminister im Kabinett Shastri sowie im Kabinett Indira Gandhi I und ein prominenter Vertreter des Indian National Congress (Organisation) (INC (O)), die aus einer Spaltung der Kongresspartei 1969 entstand und 1977 in der neu gegründeten Janata Party aufging. Er fungierte von 1970 bis 1971 als Chief Minister von Uttar Pradesh und war zuletzt zwischen 1977 und 1981 Gouverneur von Westbengalen.

## Leben

### Journalist, Beginn des politischen Engagements und Lok Sabha-Mitglied
Tribhuvan Narain Singh, Sohn von Shri Prasidh Narayon Singh, besuchte die Harish Chand High School und die Kashi Vidyapith-Hochschule in Banaras, die heutige Mahatma Gandhi Kashi Vidyapith. Er wurde 1926 zunächst als Reporter und stellvertretender Redakteur der in Lucknow erscheinenden englischsprachigen Tageszeitung Indian Daily Telegraph und war daraufhin zwischen 1927 und 1928 selbst als Dozent für Wirtschaftswissenschaften an der Kashi Vidyapith-Hochschule tätig. Daraufhin war er von 1928 bis 1929 stellvertretender Redakteur und stellvertretender Chef vom Dienst der Tageszeitung Hindustan Times in Neu-Delhi, ehe er 1929 stellvertretender Chefredakteur, Manager und schließlich Generalmanager der in Lucknow erscheinenden Tageszeitung National Herald wurde. Daneben war er Geschäftsführender Partner des Verlages Janata Press. Zu Beginn der 1930er Jahre begann er sein gewerkschaftliches und politisches Engagement als Sekretär der Gewerkschaft der Textilfabrikarbeiter (Textile Labour Mills Union) in Neu-Delhi sowie als Mitglied des Distriktskomitees des Indischen Nationalkongresses (INC) in Banaras. Er befand sich wegen der Teilnahme an Versammlungen der Kongressbewegungen von 1930 bis 1931 sowie erneut 1932 in Haft und war nach seiner Freilassung zwischen 1932 und 1945 Mitglied des Stadt- und Provinzkomitees des INC in Lucknow, wenngleich er sich 1942 wegen seiner politischen Aktivitäten erneut in Haft befand.
Nach der Unabhängigkeit Indiens vom Vereinigten Königreich am 15. August 1947 war Singh zwischen 1950 und 1952 Mitglied des Provisorischen Parlaments und wurde während dieser Zeit 1951 Sekretär der INC-Fraktion. Bei der Parlamentswahl 1951–1952 wurde er für den INC im Wahlkreis Uttar Pradesh—Chandauli erstmals zum Mitglied der Lok Sabha gewählt, des Unterhauses des Parlaments (Bhāratīya Sansad), und gehörte dieser nach seiner Wiederwahl bei der Parlamentswahl 1957 in der ersten und zweiten Legislaturperiode bis 1962 an. Während der ersten Legislaturperiode war er Mitglied der Pressekommission und fungierte in der zweiten Legislaturperiode zwischen 1957 und 1958 als Vorsitzender des Ausschusses für öffentliche Finanzen.

### Unionsminister, Rajya Sabha-Mitglied, Chief Minister und Gouverneur
Als Nachfolger von H. C. Dasappa übernahm er am 30. Oktober 1964 das Amt als Minister für Industrie und Versorgung im Kabinett Shastri und bekleidete das Amt nach dem Tode von Premierminister Lal Bahadur Shastri vom 11. bis 24. Januar 1966 auch in der kommissarischen Regierung von Gulzarilal Nanda. Er wurde ferner am 8. Januar 1965 Mitglied der Rajya Sabha, des Oberhauses des Parlaments, und gehörte dieser nach seiner Wiederwahl am 2. April 1970 bis zum 2. April 1976 an. Im Kabinett Indira Gandhi I übernahm er am 29. Januar 1966 den Posten als Minister für Eisen und Stahl und bekleidete diesen Posten bis zu seiner Ablösung durch M. Chenna Reddy am 13. März 1967. Er war ein prominenter Vertreter des Indian National Congress (Organisation) (INC (O)), die aus einer Spaltung der Kongresspartei 1969 entstand und 1977 in der neu gegründeten Janata Party aufging.
Nach Beendigung einer Präsidialregierung (President’s rule) wurde Tribhuvan Narain Singh am 18. Oktober 1970 Chief Minister von Uttar Pradesh und bekleidete dieses Amt bis zum 3. April 1971, woraufhin Kamalapathi Tripathi ihn ablöste. Zuletzt übernahm er von Anthony Lancelot Dias am 6. November 1977 den Posten als Gouverneur von Westbengalen. Diesen behielt er bis zum 11. September 1981 und wurde im Anschluss von Bhairab Dutt Pande abgelöst.
Aus seiner Ehe mit Sushila Devi gingen zwei Söhne und vier Töchter hervor.